# サンフォード・クラーク
サンフォード・クラーク（Sanford Clark、1935年10月24日 - 2021年7月4日）は、アメリカ合衆国のカントリー/ロカビリー歌手、ギタリストで、リー・ヘイズルウッドが書いた1956年のヒット曲「ザ・フール (The Fool)」によって知られている。

## 経歴
クラークは、オクラホマ州タルサに生まれたが、9歳からはアリゾナ州フェニックスで育った。1950年代はじめには、フェニックス一帯で演奏活動を始めていた。一時期は、アメリカ空軍に所属して南太平洋方面で過ごしていたが、派遣先でもバンドを組み、ハワイでタレント・ショーに出演する権利を得た。フェニックスに戻った後、友人のアル・ケイシーとともに、当時は地元のディスクジョッキーだったリー・ヘイズルウッドに出会った。1956年、クラークは、ケイシーのギター伴奏で、ヘイズルウッドの曲のひとつ「The Fool」をMCIレコード (MCI Records) で吹き込んだ。この録音のことを、フィラデルフィアのDJから知らされたドット・レコードがこれを取り上げて、全国流通に乗せた。この曲は全米でヒットし、カントリー・シングル・チャートで14位、ブラック・シングル・チャートで5位、そしてBillboard 100でも7位まで上昇した。この曲のヒット後、クラークはレイ・プライスやロイ・オービソンの前座として、ツアーを回るようになった。
続いて1957年に出したシングル「The Cheat」もマイナー・ヒットとなり、ポップ・チャートで74位まで浮上した。クラークは、ドット・レコードの社主だったランディ・ウッド (Randy Wood) と、歌手としてのイメージ作りで衝突し、結局1958年にジェイミー・レコードへ移ったが、そこでも引き続きヘイズルウッドと組み続けた。1959年、クラークは、西部のガンマンの息子のことを歌った「Son of a Gun」を吹き込んだ。この曲については、2010年10月に出版されたキース・リチャーズの回顧録『ライフ (Life)』にも言及がある。リチャーズは、この曲について、彼が最初に覚え、ローリング・ストーンズを組むよりも前に舞台で演奏した最も初期の曲のひとつだとしている。
その後、ハリウッドへ移ったクラークは、いくつものレーベルを渡り歩きながら、何度かカムバックしかけた。1964年に出したヘイズルウッドの「Houston」は、ディーン・マーティンのバージョンの陰に隠れてしまい、1965年にはウェイロン・ジェニングスのギターで「The Fool」を再録音した。既にソングライターとしての地位を築いていたヘイズルウッドは、自分が所有するレーベル  LHI にクラークを契約させ、クラークは1969年にこのレーベルから「Return of the Fool」をリリースした。
その数年後、クラークは音楽界を去り、建設業界で働くようになったが、後には自身のレーベルとしてデザート・サン・レコード (Desert Sun Records) を立ち上げて、時おり録音を行なった。
「The Fool」は、クリス・ファーロウが1965年にシングルとしてカバーし、エルヴィス・プレスリーはアルバム『エルヴィス・カントリー』（1971年）に収録し、アニマルズはアルバム『Before We Were So Rudely Interrupted』（1977年）、リチャード・トンプソンは、ライブ・アルバム『1000 Years of Popular Music』にそれぞれのバージョンを吹き込んでおり、他にも数多くのアーティストたちにカバーされている。
2021年7月4日、新型コロナウイルス感染症（COVID-19）のため、以前から癌の治療を受けていたミズーリ州ジョプリンの病院で死去。85歳没。